# Protoclythia rufa
Protoclythia rufa är en tvåvingeart som först beskrevs av Johann Wilhelm Meigen 1830.  Protoclythia rufa ingår i släktet Protoclythia och familjen svampflugor. Arten är reproducerande i Sverige. Inga underarter finns listade i Catalogue of Life.